# Moth to a Flame
Singles par Swedish House Mafia
Lifetime
(2021)
Singles par The Weeknd
Hurricane
(2021) One Right Now
(2021)
Moth to a Flame est une chanson du groupe suédois Swedish House Mafia en duo avec le chanteur canadien The Weeknd, sortie le 22 octobre 2021, publiée sous le label Republic Records et apparaissant sur l'album Dawn FM du chanteur canadien.

## Clip
Le clip est publié en même temps que le single, réalisé par Alexander Wessely

## Certifications
| Pays   | Certification | Unités     | Référence |
| ------ | ------------- | ---------- | --------- |
| Italie | Or            | 35 000     | [ 2 ]     |
| France | Or            | 15 000 000 | [ 3 ]     |